# پارک هون
پارک وون هون (زاده ۲۷ آوریل ۱۹۸۱) که بیشتر با نام هنری پارک هون شناخته می‌شود، یک هنرپیشه اهل کره جنوبی است. او در مجموعه‌های تلویزیونی مانند فرزندان خورشید (۲۰۱۶)، آتش‌نشان برهنه (۲۰۱۷)، دو پلیس (۲۰۱۷) و خاطرات الحمرا (۲۰۱۸) بازی کرد.